# Southside Lady
Southside Lady — студійний альбом американської блюзової співачки Коко Тейлор, що вийшов у грудні 1973 року на лейблі Black & Blue у Франції у серії «Blues Greatest Names».

## Опис
Цей альбом Коко Тейлор записала під час гастролей до Європи на студії Condorcet Studio в Тулузі (Франція). Запис відбувся 13 грудня 1973 року, на якому Тейлор (вокал) акомпанували гітаристи Джиммі Роджерс і Луї Маєрс (який грав також і на губній гармоніці), піаніст Віллі Мейбон, басист Дейв Маєрс і ударник Фред Білоу (брати Маєрс і Білоу на той час виступали разом як гурт the Aces). Альбом вийшов у грудні 1973 року на лейблі Black & Blue Records і увійшов у серію Blues Greatest Names. Перевиданий Black & Blue у 1970-х роках і став 3-м випуском у серії The Blues Singers & Players Collection.
На оригінальному LP вийшли 9 композицій. Окрім кавер-версій «Wonder Why» Лілліан Оффітт, «Big Boss Man» Джиммі Ріда і «Black Nights» Ловелла Фулсона, також виділяються і власні композиції «What Kind of Man Is This?» і «I'm Gonna Get Lucky» та ті, що були написані Віллі Діксоном: «I Got What It Takes» і «Twenty Nine Ways».
У 1992 році перевиданий Evidence на CD з додатковими треками і дублями, а також доповнений композиціями, записаними під час концерту 1 грудня 1973 року в Касмір-холі в Амстелвені (Нідерланди). Серед пісень відомий хіт Тейлор «Wang Dang Doodle» (написаний Діксоном) і «I Got My Mojo Working» Мадді Вотерса.

## Список композицій
1. «I'm a Little Mixed Up» (Бетті Джеймс, Едді Джонсон) — 3:38
2. «Wonder Why» (Лілліан Оффітт) — 3:18
3. «What Kind of Man Is This?» (Коко Тейлор) — 4:55
4. «Black Nights» (Ловелл Фулсон) — 3:55
5. «Love Me to Death» (Віллі Діксон) — 4:04
6. «I Got What It Takes» (Віллі Діксон) — 4:25
7. «Big Boss Man» (Лютер Діксон, Ел Сміт) — 4:57
8. «I'm Gonna Get Lucky» (Коко Тейлор) — 5:22
9. «Twenty Nine Ways» (Віллі Діксон) — 3:48
10. «Love a Lover Like You» (Чойс, Гловер Мерівезер) — 4:06 (* бонус-трек)
11. «What Kind of Man Is This?» (дубль 3) (Коко Тейлор) — 4:06 (* бонус-трек)
12. «Wonder Why» (Лілліан Оффітт) — 4:54 (* бонус-трек, концертна версія)
13. «Wang Dang Doodle» (Віллі Діксон) — 7:06 (* бонус-трек, концертна версія)
14. «I Got What It Takes» (Віллі Діксон) — 5:08 (* бонус-трек, концертна версія)
15. «Twenty-Nine Ways» (Віллі Діксон) — 4:50 (* бонус-трек, концертна версія)
16. «I Got My Mojo Working» (Мак-Кінлі Морганфілд) — 3:43 (* бонус-трек, концертна версія)

Композиції 1-11 записані 13 грудня 1973 року в Тулузі (Франція), а 12-16 1 грудня 1973 року в Касмір-холлі в Амстелвені (Нідерланди), які раніше не видавались.

## Учасники запису
- Коко Тейлор — вокал
- Джиммі Роджерс — гітара
- Луї Маєрс — гітара, губна гармоніка
- Віллі Мейбон — фортепіано
- Дейв Маєрс — бас-гітара
- Фред Білоу — ударні

Технічний персонал
- Жак Морганіні — продюсер
- Жан Бузлен — дизайн